# ロシア・フォルマリズム
ロシア・フォルマリズム（ロシア形式主義、英語: Russian formalism、露: Русский формализм）は、1910年代半ばから1930年代にかけてのロシアの文学運動・文学批評の学派。シクロフスキーやヤコブソン、トゥイニャーノフらが中心となって行われた。
文学作品の自律性を強調し、言語表現の方法と構造の面からの作品解明を目指した。文学性を言語の詩的機能や、「異化作用」から特徴づけ、作品の素材を手法の動機付けとした。構造主義、文化記号論、新批評（ニュークリティシズム）などに影響を与える一方、反マルクス主義的とみなされ、スターリン政権から政治的弾圧を受けた｡
代表的なロシア・フォルマリストには、シクロフスキー、トゥイニャーノフ、プロップ、エイヘンバウム、ヤコブソン、トマシェフスキー、グコフスキーがいる。